# Ana Lucia Cortez
Ana Lucia Cortez (Michelle Rodriguez) este unul dintre personajele principale din serialul de televiziune american Lost.
Înainte de timpul petrecut pe insulă, Ana Lucia era polițist în Los Angeles. Michelle Rodriguez e cunoscută și din prima parte a filmului Resident Evil.